# Діорама «Битва за Дніпро»
Діора́ма «Би́тва за Дніпро́» — діорама в місті Дніпрі, відкрита в 1975 до 30-річчя Перемоги у Другій світовій війні 1939 — 1945 років. 
Філія Дніпропетровського історичного музею імені Дмитра Яворницького.

## Опис діорами
Повна назва — діорама «Битва за Дніпро в районі сіл Військове-Вовніги». «Битва за Дніпро» найбільша діорама в Україні, друга за площею в Європі (після бєлгородської діорами «Курська битва») і одна з найбільших у світі.
Цей твір створено майстрами батального живопису  Студії військових художників імені М. Б. Грекова, заслуженими художниками РРФСР М. Я. Бутом та М. В. Овечкіним. Цільнотканне полотно, виткане на Пензенський ткацькій фабриці «Червоний Жовтень», площею 840 квадратних метрів (14x60) розміщене в спеціальному приміщенні, за проектом архітектора В. О. Зуєва. Загальна площа будівлі 1340 м ². Площа залу діорами — 900 м².
На площі перед діорамою розміщена колекція радянської військової техніки [Архівовано 19 лютого 2013 у Wayback Machine.].
Широкий радіус огляду (до 230°, зазвичай кут огляду діорам від 120° до 150°), глибокий предметний план, що складається із залишків оборонних споруд, зброї, переправних засобів та інших військових атрибутів, спеціальне освітлення та озвученої діорамного залу створюють у глядачів ефект безпосередньої присутності на місці штурму Дніпра радянськими воїнами.
Для відтворення загальної картини і окремих епізодів героїчного бою були вивчені документи учасників форсування Дніпра, їхні спогади, листи, накази і зведення часів Другої світової війни.
Науковий консультант діорами — Віталій Степанович Прокудо. Військовий консультант діорами — генерал-майор у відставці Й. Ф. Литвиненко.
З червня 2017 року по червень 2018 року тривала реекспозиція діорами. Було відновлено та відреставровано полотно, повна заміна освітлення, оновлений звук, додані два монітори та два проектори та створено панорамний фільм про події 1943 року.
Адреса: проспект Дмитра Яворницького, 16.
Діорама працює щодня окрім понеділка та останньої п'ятниці місяця з 10:00 до 16:30.